# Samuel Lofquist
Samuel Lofquist (né le 15 mars 1990 à Somerset, Wisconsin aux États-Unis) est un joueur professionnel américain de hockey sur glace.